# إيزابيل جارو
إيزابيل جارو وقد ولدت سنة 1963 بسان جيرما اونلي، تعتبر هذه المراة فيلسوفة فرنسية ، و مؤلفة العديد من الكتب والعديد من المقالات المخصصة لكارل ماركس والتحليل الماركسي للعالم المعاصر والتدخلات النقدية في مجال الأفكار.